# 立命館UBCハウス
立命館UBCハウス（りつめいかんUBCはうす、英称: RITSUMEIKAN-UBC HOUSE）とは、ブリティッシュコロンビア大学（バンクーバー、カナダ）にある学生寮のこと。

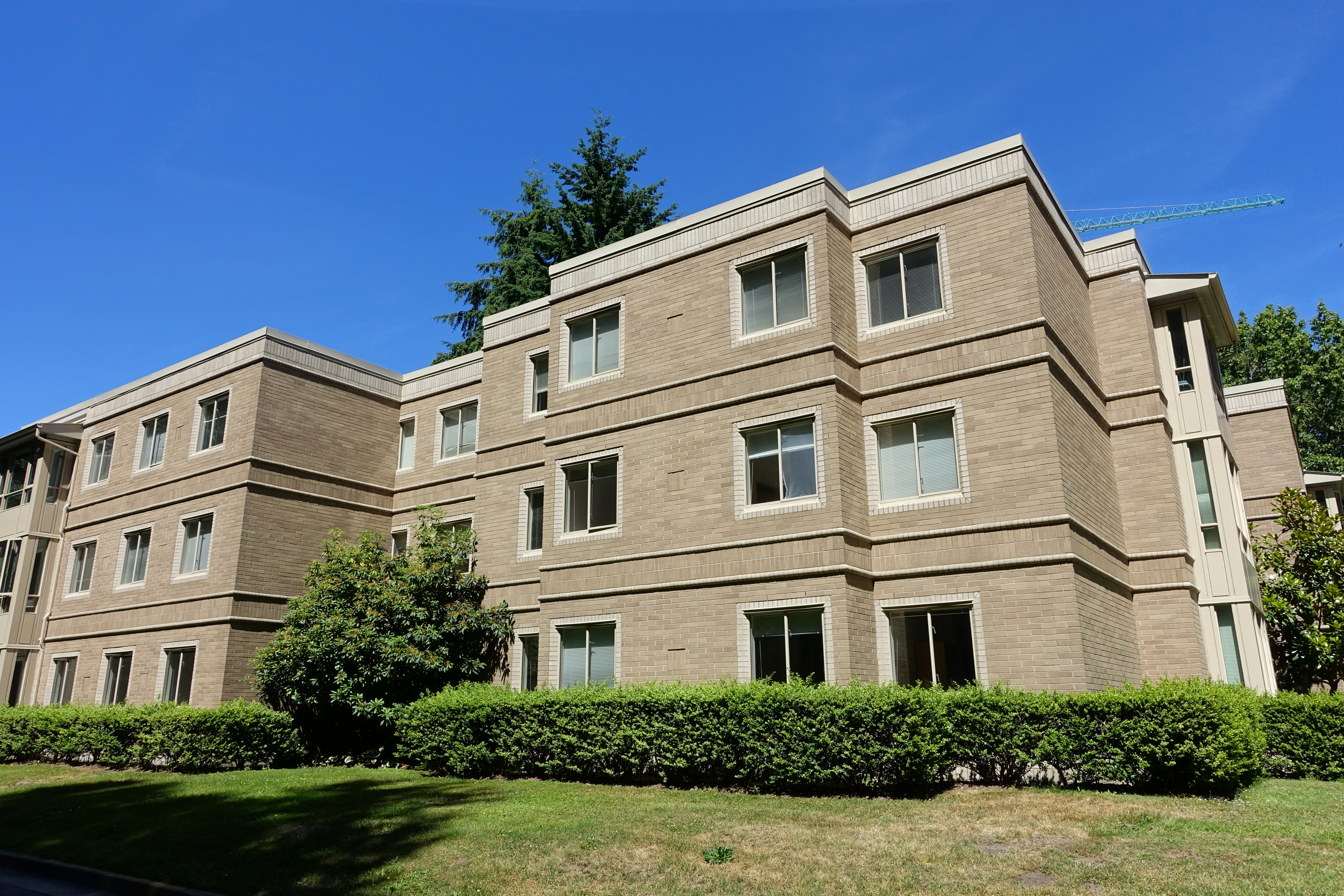
立命館UBCハウス

## 概要
立命館大学とブリティッシュコロンビア大学（UBC）が共同で建設した学生寮で、1992年に完成した。立命館大学の学生約100名がUBCで勉強するプログラム（立命館・UBCジョイントプログラム）のために設置された。UBCキャンパス内にはこのほか「トーテムパーク寮」、「プラス・バニエ寮」、「ゲージタワーズ寮」「フェアビュークレッセント寮」などがあり、学生はこれらの寮に滞在することもできる。立命館UBCハウスは4人用の部屋を1ユニットとし、合計50のユニットを持つ。1ユニットは4つのベッドルームと、共用のリビングルーム、キッチン、トイレ、バスで構成されている。立命館大学のジョイントプログラム参加生の場合、日本人学生が3人の現地学生と部屋をシェアするのが基本である。また、このプログラムに参加している学生の大半が受講する「LLED (Language and Literacy Educationの略）」というコースは主にこの立命館UBCハウスの2階で行われている。しかし、大半の学生は立命館UBCハウスに対するイメージが、最初からそれほどいいわけではない（なぜなら、立命館とあるのでどうしても、日本人が多そうという誤解がもたれているからである）しかし、いざ住んでみると、キッチンの広さ、Rits Labなどの利便性の良さ、そして、なによりもLLEDの教室まで徒歩3分以内で行けるところが魅力的である。それ故、大半の立命館UBCハウスに居住する学生が最終的には満足しているのも事実である。
寮内にはプログラム・オフィスが併設されており、留学サポーター役のプログラム・ディレクター、立命館大学からの派遣教職員らが、滞在している。